# August Heissmeyer
August Heissmeyer (niem. August Heißmeyer, ur. 11 stycznia 1897 w Gellersen, zm. 16 stycznia 1979 w Schwäbisch Hall) – SS-Obergruppenführer, generał Waffen-SS i policji, zbrodniarz wojenny.

## Życiorys
Urodził się w Gellersen. Po ukończeniu szkoły wstąpił do pruskiej armii. Brał udział w I wojnie światowej jako porucznik. Odznaczony został w tym czasie m.in. Krzyżem Żelaznym I klasy. W 1925 roku wstąpił do NSDAP (nr 21 573), a w 1926 roku do SA. Był gauleiterem Hanoweru, gdzie tworzył oddziały bojowe SA. W styczniu 1930 stał się członkiem SS (nr 4 370). Od 1932 roku pracownik w Głównym Urzędzie SS. Szybko awansował w hierarchii SS i w 1936 roku Heinrich Himmler awansował go do stopnia SS-Obergruppenführera oraz został inspektorem Nationalpolitische Erziehungsanstalten (Napola). W 1939 roku został mianowany Dowódcą SS i Policji dystryktu Berlin-Brandenburg. W ramach RuSHA działał specjalny wydział nazwany jego imieniem (Dienststelle SS-Obergruppenführer Heissmeyer), którego był szefem. Wydział ten zajmował się edukacją polityczną rodzin członków SS. Od listopada 1939 do sierpnia 1940 działał w inspektoracie obozów koncentracyjnych oraz był inspektorem jednostek SS-Totenkopf-Standarten. W listopadzie 1944 roku otrzymał stopień General der Waffen-SS. W kwietniu 1945 roku został dowódcą nowo uformowanej grupy, która była złożona z członków Volkssturmu oraz Hitlerjugend oraz miał za zadanie bronić lotniska w dzielnicy Berlina – Spandau.
Po wojnie początkowo ukrywał się pod fałszywym nazwiskiem. Schwytany w 1948 roku przez Francuzów, otrzymał wyrok 18 miesięcy więzienia. Po ponownym procesie otrzymał wyrok 3 lat więzienia oraz przepadku mienia. Po odzyskaniu wolności osiadł w Schwäbisch Hall, gdzie zmarł. Był również dyrektorem Coca-Coli w RFN.
Dwukrotnie żonaty. Z pierwszą żoną miał sześcioro dzieci. Następnie poślubił Gertrud Scholtz-Klink, przywódczynię Narodowosocjalistycznego Związku Kobiet. Był również stryjem Kurta Heissmeyera, zbrodniczego lekarza SS w obozie Neuengamme, który przeprowadzał eksperymenty pseudomedyczne na dzieciach, powieszonych następnie przez Alfreda Trzebinskiego 20 kwietnia 1945 roku w podobozie Bullen-Huser Damm.

## Promocje w SS
- 31 marca 1931 – SS-Sturmführer
- 25 sierpnia 1931 – SS-Sturmbannführer
- 18 marca 1932 – SS-Standartenführer
- 6 października 1932 – SS-Oberführer
- 8 listopada 1933 – SS-Brigadeführer
- 28 lutego 1934 – SS-Gruppenführer
- 9 listopada 1936 – SS-Obergruppenführer
- 1 lipca 1944 – SS-Obergruppenführer und General der Waffen-SS und Polizei[3]